# Чемпионат СССР по хоккею с шайбой 1947/1948 (составы)
Составы команд, участвовавших в чемпионате СССР по хоккею с шайбой 1947/48.

## 1. ЦДКА
- вр Афанасьев, Борис Иванович
- вр Мкртычан, Григорий Мкртычевич
- защ Меньшиков, Владимир Александрович
- защ Никаноров, Владимир Николаевич
- защ Старовойтов, Андрей Васильевич
- нап Бабич, Евгений Макарович
- нап Бобров, Всеволод Михайлович
- нап Веневцев, Владимир Георгиевич
- нап Гусев, Анатолий Михайлович
- нап Давыдов, Виктор Васильевич
- нап Орехов, Михаил Иванович
- нап Тарасов, Анатолий Владимирович

Старший тренер: Анатолий Тарасов

## 2. «Спартак» Москва
- вр Исаев, Николай Семёнович
- вр Петров, Дмитрий Петрович
- защ Сеглин, Анатолий Владимирович
- защ Соколов, Борис Павлович
- защ Соколов, Виктор Иванович
- защ Соколов, Серафим Ильич
- нап Глазков, Георгий Фёдорович
- нап Захаров, Валентин Алексеевич
- нап Зикмунд, Зденек-Иосиф Альбертович
- нап Лялин, Евгений Иванович
- нап Нилов, Николай Владимирович
- нап Новиков, Иван Захарович
- нап Тарасов, Юрий Владимирович

Старший тренер: Серафим Соколов (ноябрь, и. о.), Александр Игумнов

## 3. «Динамо» Москва
- вр Забелин, Павел Александрович
- защ Бочарников, Борис Михайлович
- защ Комаров, Василий Иванович
- защ Толмачёв, Олег Васильевич
- нап Блинков, Всеволод Константинович
- нап Климович, Виктор Порфирьевич
- нап Медведев, Николай Сергеевич
- нап Поставнин, Николай Васильевич
- нап Трофимов, Василий Дмитриевич
- нап Чернышёв, Аркадий Иванович

Старший тренер: Аркадий Чернышёв

## 4. «Динамо» Рига
- вр Меллупс, Харийс Артурович
- вр Силиньш, Херберт
- защ Витолиньш, Харий Юрьевич
- защ Пакалнс, Роберт
- защ Петерсонс, Мартиньш Мартиньшович
- нап Баурис, Элмар Альфредович
- нап Егерс, Альфонс Фрицевич
- нап Зильпаушс, Лаймонис
- нап Клавс, Эдгар Вальдемарович
- нап Страупе, Георг
- нап Шульманис, Вальдемар Вилисович
- нап Шульманис, Роберт Вилисович

Старший тренер: Янис Добелиис, Харий Витолиньш

## 5. «Динамо» Ленинград
- вр Башкиров, Владимир
- вр Янковский, Михаил Павлович
- защ Иванов, Пётр Алексеевич
- защ Калинин, Борис Николаевич
- защ Ошенков, Олег Александрович
- защ Северов, Сергей Александрович
- защ Фёдоров, Валентин Васильевич
- нап Алов, Аркадий Иванович
- нап Викторов, Анатолий Семёнович
- нап Куни, Андрей Викторович
- нап Стариков, Евгений Николаевич
- нап Фёдоров, Василий Петрович
- нап Фёдоров, Виктор Фёдорович
- нап Фёдоров, Дмитрий Васильевич

Старший тренер: Валентин Фёдоров

## 6. «Крылья Советов»
- вр Запрягаев, Борис Леонидович
- вр Чепыжев, Василий Ермилович
- защ Алёшин, Николай Кузьмич
- защ Беляков, Семен Васильевич
- защ Виноградов, Всеволод Алексеевич
- защ Горохов, Владимир Иванович
- защ Горшков, Игорь Васильевич
- защ Егоров, Владимир Кузьмич
- нап Гурышев, Алексей Михайлович
- нап Кострюков, Анатолий Михайлович
- нап Котов, Пётр Георгиевич
- нап Митин, Сергей Андреевич
- нап Михеев, Николай Александрович
- нап Смирнов, Владимир

Старший тренер: Владимир Горохов → Владимир Егоров

## 7. ВВС МВО
- вр Воронин, Евгений Фёдорович
- вр Тропин, Борис
- защ Виноградов, Александр Николаевич
- защ Воронин, Евгений Николаевич
- защ Леонов, Виктор Александрович
- защ Чаплинский, Андрей Михайлович
- нап Артемьев, Валентин Иванович
- нап Архипов, Анатолий Семёнович
- нап Афонькин, Александр Николаевич
- нап Жибуртович, Юрий Николаевич
- нап Кулагин, Борис Павлович
- нап Моисеев, Александр Петрович
- нап Новокрещёнов, Александр Никифорович
- нап Стриганов, Александр Гаврилович

Старший тренер: Павел Коротков (по декабрь), Виктор Леонов

## 8. «Динамо» Таллин
- вр Крулль, Георг Петрович
- вр Лиив, Карл Карлович
- защ Мяги, Хейно
- защ Ряммаль, Олев Давидович
- защ Сахрис, Харри Харальдович
- защ Юргенс, Эдгар Эдуардович
- нап Арен, Рейн Йоханнесович
- нап Ильвес, Эдгар Хугович
- нап Кокк, Вальфрид Хельмут
- нап Креэ, Эвальд Яанович
- нап Мельдер, Эльмар Аугустович
- нап Палу, Альфред-Джеймс
- нап Пунга, Х.
- нап Раудсепп, Юлиус Яанович
- нап Ридре, Ильмар
- нап Рюндва, Хельдур Юханович
- нап Ряммаль, Лембит Давидович

Старший тренер: Эльмар Саар

## 9. «Дзержинец» Ленинград
- вр Мельчарек, Болеслав Антонович
- вр Финк, Николай Христианович
- защ Запрягаев, Евгений Петрович
- защ Комаров, Николай Николаевич
- защ Лапин, Владимир Иванович
- защ Смирнов, Анатолий
- защ Шавыкин, Георгий Иванович
- защ Яблочкин, Алексей Николаевич
- нап Андреев, Евгений
- нап Богданов, Алексей Михайлович
- нап Гащенков, Михаил Фёдорович
- нап Журавлёв, Михаил
- нап Никитин, Михаил Васильевич
- нап Сорокин, А.

Старший тренер: Журавлёв, Михаил (играющий), Павел Батырев

## 10. «Спартак» Каунас
- вр Багдонавичюс, Мечисловас Буткявичус
- вр Буткявичус
- вр Рейнгардас, Г.
- вр Скальскис, Стасис Вацлово
- защ Багдонавичюс, С.
- защ Бурсявичюс, В.
- защ Лубянскас, С.
- нап Ганусаускас, Зенонас Аполинарович
- нап Илгунас, Витаутас Йонасович
- нап Каплерайтис, А.
- нап Каплерайтис, Николаюс
- нап Лопетенас, Йонас
- нап Люткявичюс, А. А.
- нап Микалаускас, Степонас
- нап Пимпис, Юозас

Старший тренер: В. Бартусявичюс